# Never (Lied)
Never ist ein Lied, das im Jahr 1951 von Lionel Newman für Gesang und Klavier komponiert wurde. Der Text stammt von Eliot Daniel. Es beginnt mit der Zeile My love is deep as the sea … (deutsch: Meine Liebe ist tief wie das Meer …) In der von Dennis Day gesungenen Version wurde es für den Musikfilm Golden Girl als Filmsong verwendet.
Veröffentlicht wurde es 1951 sowohl in Sydney von J. Albert & Son, als auch in New York von der Robbins Music Corporation. Zugeordnet wurde es der Popularmusik in den Jahren 1951–1960. Klassifiziert wurde es als eines der „Highlights im 20th Century Fox-Film Golden Girl“.
Auf der Oscarverleihung 1952 war das Lied für den Oscar in der Kategorie „Bester Song“ nominiert, musste sich jedoch dem Lied In the Cool, Cool, Cool of the Evening aus der Filmkomödie Hochzeitsparade von Hoagy Carmichael und Johnny Mercer geschlagen geben.
Ein Lied, das denselben Titel trägt, aber nicht identisch mit diesem Song ist, wurde Mitte der 1950er-Jahre von den Broadway-Songwritern Jerry Bock und George David Weiss geschrieben; aufgenommen wurde es erstmals von Sarah Vaughan 1955.